# Leśnogóra
Leśnogóra (prononciation : [lɛɕnɔˈɡura]) est un village de polonais, situé dans la gmina de Grębków de la Powiat de Węgrów et dans la voïvodie de Mazovie dans le centre-est de la Pologne.
Il se situe à environ 4 kilomètres au sud-ouest de Grębków, 20 kilomètres au sud-ouest de Węgrów, et 60 kilomètres à l'est de Varsovie.

## Histoire
De 1975 à 1998, le village appartenait à la voïvodie de Siedlce.